# Tatjana Motkova
Tatjana Babasjkina (Russisch: Татьяна Моткова), geboren als Tatjana Motkova, (Russisch:Татьяна Моткова) (Jaroslavl, 23 november 1968) is een Russische voormalig hoogspringster.
Haar eerste succes behaalde ze in 1995. Ze werd Russische indoorkampioene hoogspringen en won een gouden medaille op de Militaire Wereldspelen in Rome. Ze versloeg hierbij de Roemeense nummer twee Monica Iagar met 11 cm. Dat jaar won ze zilver op de Grand Prix Finale in Monte Carlo achter de Oekraïense Inha Babakova (goud) en voor haar landgenote Jelena Goeljajeva. Ook op de Europese beker in het Duitse Kassel won ze een zilveren medaille.
Op de wereldkampioenschappen atletiek 1995 in Göteborg behaalde met 1,96 m een vierde plaats. De wedstrijd werd gewonnen door de Bulgaarse Stefka Kostadinova (2,01 m). Op de Olympische Spelen van Atlanta in 1996 behaalde ze een zesde plaats in de finale.

## Titels
- Russisch kampioene hoogspringen (indoor) - 1995
- Russisch kampioene hoogspringen (outdoor) - 1996

## Persoonlijk record
| Onderdeel    | Prestatie | Datum       | Plaats     |
| ------------ | --------- | ----------- | ---------- |
| hoogspringen | 2,03 m    | 30 mei 1995 | Bratislava |

## Palmares

### Hoogspringen
- 1995: 4e WK indoor - 1,96 m
- 1995:  Europese beker - 1,98 m
- 1995: 4e WK - 1,96 m
- 1995:  Grand Prix Finale - 2,01 m
- 1995:  Militaire Wereld Spelen - 2,00 m
- 1996: 6e OS - 1,96 m
- 1997:  Europese beker - 1,92 m
- 1997: 5e Wk - 1,93 m